# Константа Чигера
Изопериметрическая константа Чигера компактного риманова многообразия M — положительное вещественное число h(M), определяемое через минимальную площадь гиперповерхности, которая делит M на две непересекающиеся части равного объёма.
В 1970-м году Джеф Чигер доказал неравенство, связывающее первое нетривиальное собственное число оператора Лапласа — Бельтрами на M с числом h(M).
Это доказательство оказало большое влияние на риманову геометрию и способствовало созданию аналогичной концепции в теории графов.

## Определение
Пусть M — n-мерное замкнутое риманово многообразие.
Обозначим через V(A) объём произвольного n-мерного подмногообразия A; через S(E) обозначим n−1-мерный объём подмногообразия E (обычно в этом контексте его называют «площадью»).
Тогда изопериметрическая константа Чигера многообразия M определяется как:
{\displaystyle h(M)=\inf _{E}{\frac {S(E)}{\min(V(A),V(B))}},}
где инфимум берётся по всем гладким n−1-мерным подмногообразиям E многообразия M, которые делят его на два непересекающихся подмногообразия A и B.
Изопериметрическая константа может быть определена и для некомпактных римановых многообразий конечного объёма.

## Неравенство Чигера
Константа Чигера h(M) и наименьшее положительное собственное число оператора Лапласа {\displaystyle \scriptstyle {\lambda _{1}(M)}} связаны следующим фундаментальным неравенством, доказанным Чигером:
{\displaystyle \lambda _{1}(M)\geq {\frac {h^{2}(M)}{4}}.}
Это неравенство оптимально в следующем смысле: для любого h > 0, натурального числа k и ε > 0 существует двумерное риманово многообразие M с изопериметрической константой h(M) = h и такое, что k-ое собственное число оператора Лапласа находится на расстоянии не более ε от границы Чигера (Бузер, 1978).

## Неравенство Бузера
Питер Бузер нашёл выражение для верхней границы {\displaystyle \scriptstyle {\lambda _{1}(M)}} через изопериметрическую константу h(M).
Пусть M — n-мерное замкнутое риманово многообразие, кривизна Риччи которого ограничена сверху числом −(n−1)a2, где a ≥ 0.
Тогда:
{\displaystyle \lambda _{1}(M)\leq 2a(n-1)h(M)+10h^{2}(M).}